# På väg mot Marseille
På väg mot Marseille (originaltitel: Passage to Marseille) är en amerikansk krigs-dramafilm från 1944 i regi av Michael Curtiz, som här återförenat flera av de skådespelare som medverkade i hans film Casablanca 1942.
Filmen utspelar sig 1940 i skuggan av slaget om Frankrike och använder sig mycket av flashbacks för att berätta historien.

## Rollista
- Humphrey Bogart - Jean Matrac
- Claude Rains - Freycinet
- Michèle Morgan - Paula Matrac
- Philip Dorn - Renault
- Sydney Greenstreet - Major Duval
- Peter Lorre - Marius
- George Tobias - Petit
- Helmut Dantine - Garou
- John Loder - Manning
- Victor Francen - kapten Patain Malo
- Eduardo Ciannelli - maskinisten